# Grünhagen (Hitzacker)
Grünhagen war ein Dorf 2,5 Kilometer südöstlich von Wietzetze, einem Stadtteil von Hitzacker (Elbe) im niedersächsischen Landkreis Lüchow-Dannenberg. Der Ort lag nördlich der heutigen Bahnstrecke von Lüneburg nach Hitzacker. 
Das vier Hufen große mittelalterliche Dorf wurde im Dreißigjährigen Krieg zur Wüstung. 1776 gab es dort eine herrschaftliche Schäferei, später dann eine Domäne. 1855 wurde das Land aufgeforstet. Einem Bericht aus dem Jahr 1917 zufolge war wenige Jahrzehnte zuvor in Grünhagen eine Försterei mit zwei Landstellen errichtet worden. Die Försterei habe nicht lange existiert, 1917 seien in Grünhagen noch einige Fundamente, zwei Brunnen sowie verwilderte Gärten vorhanden gewesen.